# Епархия Пресвятой Девы Марии Ливанской в Лос-Анджелесе
Епархия Пресвятой Девы Марии Ливанской в Лос-Анджелесе (лат. Eparchia Dominae Nostrae Libanensis in civitate Angelorum in California Maronitarum) — епархия Маронитской католической церкви с центром в городе Лос-Анджелес, США. Кафедральным собором епархии Пресвятой Девы Марии Ливанской в Лос-Анджелесе является собор святого Петра.

## История
19 февраля 1994 года Римский папа Иоанн Павел II издал буллу Omnium Catholicorum, которой образовал епархию Пресвятой Девы Марии Ливанской в Лос-Анджелесе, выделив её из епархии святого Марона в Бруклине.

## Ординарии епархии
- епископ John George Chedid (19.02.1994 — 20.11.2000);
- епископ Robert Joseph Shaheen (5.12.2000 — по настоящее время).

## Источник
- Annuario Pontificio, Libreria Editrice Vaticana, Città del Vaticano, 2003, ISBN 88-209-7422-3
- Булла Omnium catholicorum  (лат.)